# Yochai Benkler
Yochai Benkler, né en 1964, est un écrivain, économiste, juriste et professeur de droit israélo-américain. Il enseigne au Berkman Klein Center for Internet & Society au sein de la Faculté de droit de l'Université Harvard. Il a notamment écrit le livre La Richesse des réseaux et l'article Coase's Penguin, qui constitue l'un des articles les plus lus et cités au monde en matière d'économie transactionnelle.

## Biographie
Benkler naît en Israël au sein d'une famille juive ashkénaze. Il reçoit un LL.B. de l'Université de Tel-Aviv en 1991 et un J.D. de la Faculté de droit de l'Université Harvard en 1994. En 1994-1995, il travaille pour la firme Ropes & Gray (en). En 1995 et 1996, il est stagiaire de Stephen G. Breyer à la Cour suprême des États-Unis.
De 1996 à 2003, il est professeur à la New York University School of Law et se rend parfois à la Yale Law School et, en 2002-2003, à la Faculté de droit de Harvard. En 2003, il rejoint la Yale Law School et, en 2007, la Faculté de droit de Harvard, où il enseigne et codirige la Berkman Center for Internet & Society. Il est sur le conseil d'administration de la Sunlight Foundation.
Benkler fait une apparition dans le film documentaire Steal This Film, où il soulève plusieurs enjeux tels « comment le changement de la structure de coûts dans les productions musicales et télévisuelles permettent à de nouvelles strates de la société de créer »,.
Collaborateur et soutien politique et financier actif de Wikipédia, de la Wikimedia Foundation et de l'initiative Wikimedia Commons, il a été conférencier de la keynote Wikimania à Haïfa, en Israël en 2011, et a contribué à l'organiser.

## Recherches

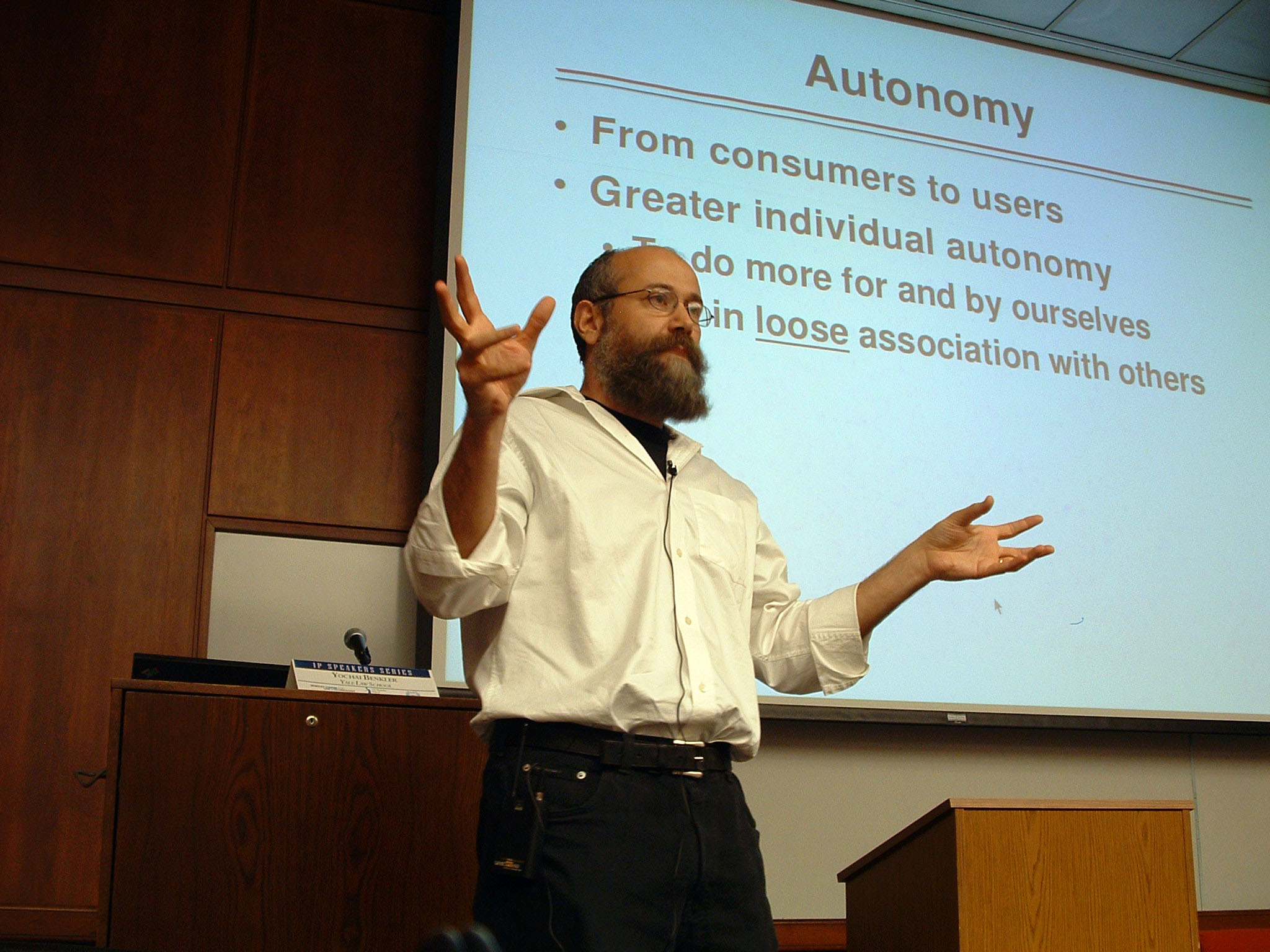
Yochai Benkler à Berkeley Law, 27 avril 2006.

Benkler oriente ses recherches sur les approches communes de gestion des ressources dans les environnements réseaux. Il est l'auteur de l'expression production par les pairs sur la base des biens communs servant à décrire les efforts collaboratifs basés sur l'échange d'informations, semblables à ceux des logiciels libres (FLOSS) et de Wikipédia. Il parle également de networked information economy pour décrire un « système de production, de distribution et de consommation d'informations caractérisé par des actions individuelles décentralisées diffusées massivement par des stratégies et moyens non-commerciaux »,.
Dans La Richesse des réseaux, il analyse les manières dont les technologies de l'information et de la communication permettent des formes augmentées de collaboration et d'exercice de la démocratie qui pourraient éventuellement transformer l'économie et la société.
Analysant le fonctionnement des lieux d'études traditionnels et contemporains, il est l’auteur du concept de psychologie et d’économie transactionnelle et institutionnaliste “jalt” (mot-valise constitué des termes anglais “jealousy” et “altruism”). Ce concept postule l’idée que les organisations sociales les plus fructueuses sont fondées sur un contact humain intense, suscitant des interactions sociales contrastées voire paradoxales, mêlant des formes d’émulation et d’échange à la fois liées au don, à l’empathie, l'admiration ou la générosité, mais aussi à l'émulation, la compétition, l'antagonisme, la controverse ou l'opposition idéologique voire la jalousie ou la rivalité frontale. Yochai Benkler utilise notamment le terme jalt (contraction des mots « jalousie » et « altruisme ») pour décrire la dynamique d'un travail collaboratif où certains participants sont payés et d'autres pas, ou lorsque les « gens sont payés différemment pour leur participation ». Il décrit le terme dans son article Coase's Penguin.

## Prix et distinctions
- Mars 2007 : EFF Pioneer Award[5]
- 2011 : Ford Foundation Visionaries Award, assorti d'un montant de 100 000 dollars américains[6].